# Liste des sous-marins du Portugal
La liste des sous-marins du Portugal rassemble les sous-marins commandés ou exploités par la marine portugaise au fil des ans.

## ClasseEspadarte(1913-1928)
- NRP Espadarte (1913)

## ClasseFoca(1915-1934)
- NRP Foca (1917)
- NRP Golfinho (1917)
- NRP Hidra (1917)

## ClasseGlauco(1935)
Commandés à CRDA, mais confisqués par la Regia Marina en 1935.
- Glauco
- Otaria

## ClasseDelfim(1934-1950)
- NRP Delfim (1934)
- NRP Espadarte (1934)
- NRP Golfinho (1934)

## ClasseNeptuno(1947-1969)

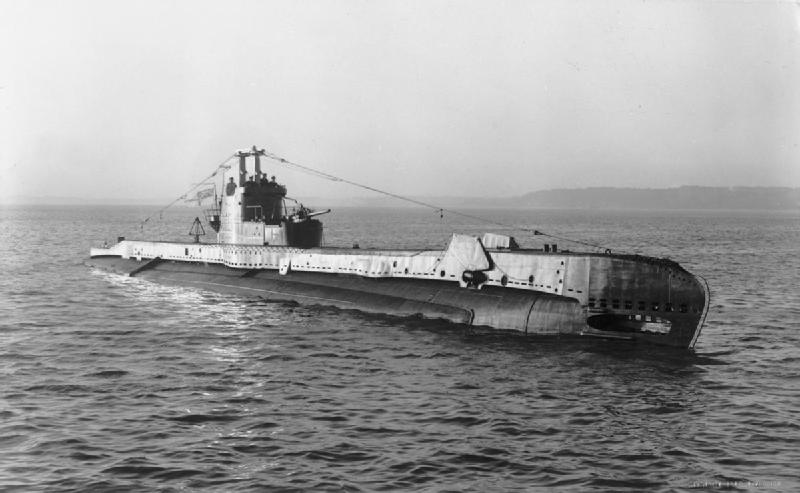
Le HMS Spur avant son acquisition par le Portugal et son changement de nom en NRP Narval.

- NRP Narval (acquis en 1948)
- NRP Náutilo (acquis en 1948)
- NRP Neptuno (acquis en 1948)

## ClasseAlbacora(1967-2009)
- NRP Albacora (S163) (1967)
- NRP Barracuda (1968)

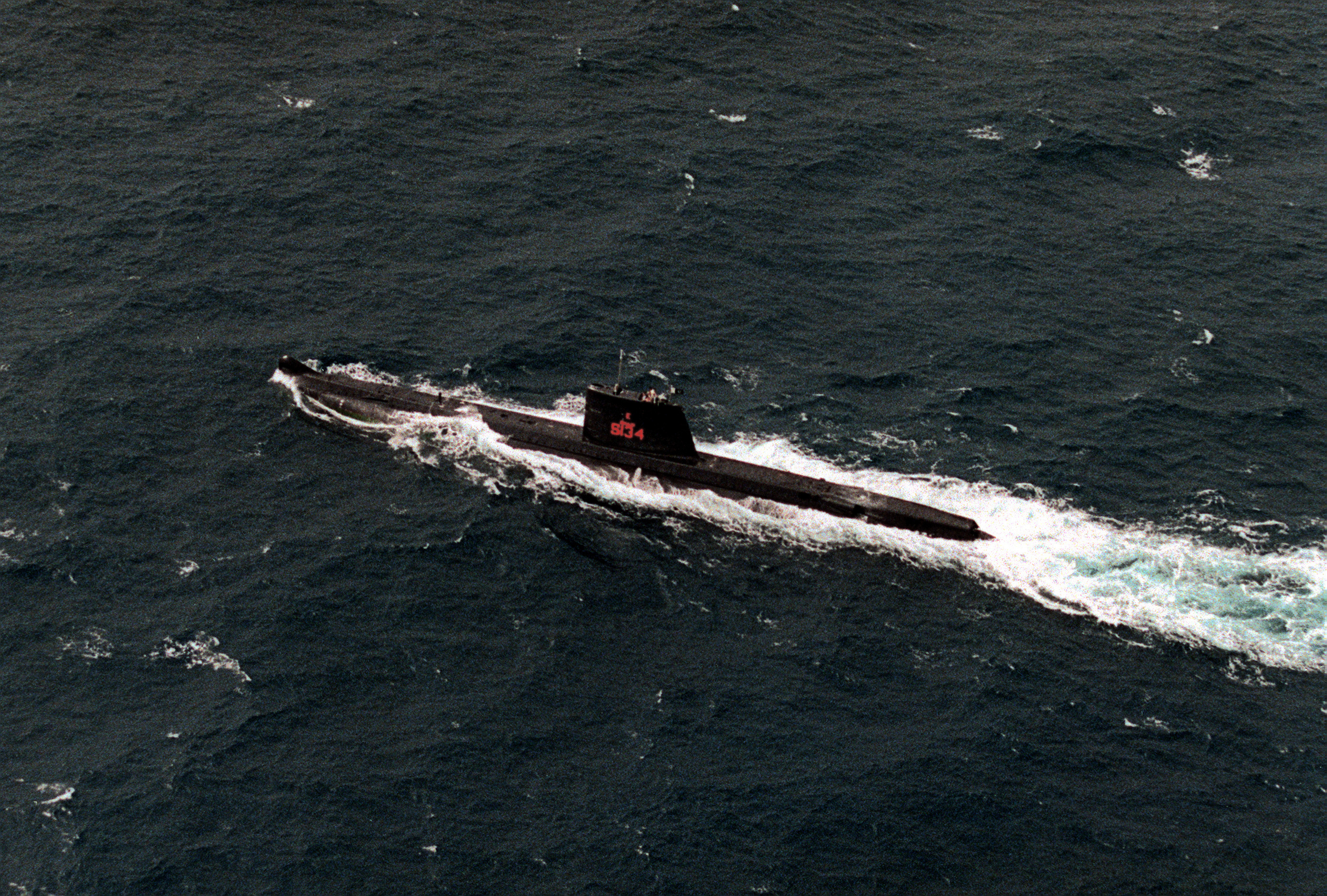
Le utilisé dans la marine pakistanaise sous le nom de.

- NRP Cachalote (S165) (1969) vendu au Pakistan en 1975 et rebaptisé PNS Ghazi (S134).
- NRP Delfim (S166) (1969)

## ClasseTridente(2009-présent)
- NRP Arpão (S161) (2009)
- NRP Tridente (S160) (2011)